# 0122
0122 è il prefisso telefonico del distretto di Susa, appartenente al compartimento di Torino.
Il distretto comprende la parte sud-occidentale della città metropolitana di Torino, corrispondente grosso modo alla Val di Susa. Confina con la Francia a sud-ovest, a ovest e a nord e con i distretti di Lanzo Torinese (0123) a nord-est, di Torino (011) a est e di Pinerolo (0121) a sud-est.
Inoltre comprende la valle Stretta francese nel comune di Névache.

## Aree locali e comuni
Il distretto di Susa comprende 23 comuni compresi in 1 area locale, nata dall'aggregazione dei 4 preesistenti settori di Bardonecchia, Oulx, Sestriere e Susa: Bardonecchia, Bussoleno, Cesana Torinese, Chianocco, Chiomonte, Claviere, Exilles, Giaglione, Gravere, Mattie, Meana di Susa, Mompantero, Moncenisio, Novalesa, Oulx, Pragelato, Salbertrand, San Giorio di Susa, Sauze di Cesana, Sauze d'Oulx, Sestriere, Susa e Venaus .